# Vilm
Vilm (udtale: [film]?) er en tysk ø i Østersøen. Den ligger ud for øen Rügens sydkyst i forbundslandet Mecklenburg-Vorpommern. Vilm hører administrativt under byen Putbus, der ligger på Rügen. Navnet Vilm kommer fra det slaviske "ilumu" og betyder elm. 
Øen blev 1990 igen tilgængelig for offentligheden. Fra marts til oktober modtager øen daglig op til 30 besøgende.

## Geografi
Øen ligger i Rügischer Bodden, ca. tre kilometer sydøst for Putbus og 20 kilometer fra fastlandet. Den er 0,94 km² stor, 2,5 km lang, og øens højeste punkt er 37,8 meter. På Vilm forekommer næsten alle den sydlige del af Østersøens kystformer, og dens natur er præget af en stor artsmangfoldighed. Bevoksningen består overvejende af bøg og eg. Øen har siden 1936 været naturbeskyttet og har siden 1990 været et Europæisk fredet fugleområde. Der er kun få huse på øen, som benyttes af naturfredningsindretningerne.

### Grundlæggelsen af "der Naturschutzakademie"
Den 1. september 1990 åbnede Forbundsrepublikken Tyskland et naturbeskyttelsesakademi for den sydlige del af Østersøen på  Vilm. Akademiet, der er en afdeling af "Bundesamtes für Naturschutz" afholder internationale møder og seminarer på øen. 